# Lenochod černopásý
Lenochod černopásý (Bradypus torquatus) je druh lenochoda z čeledi lenochodovití tříprstí (Bradypodidae), endemit Brazílie.

## Výskyt
Lenochod černopásý žije pouze v atlantickém lese na pobřeží Brazílie. Ačkoli před lidskými zásahy do tohoto biomu představoval široce rozšířený druh, areál rozšíření se kvůli odlesňování výrazně zmenšil a fragmentoval. Centrum výskytu lenochodů se soustředí do jižních oblastí brazilského státu Bahia. Nutno však dodat, že severní a jižní populace tohoto druhu tvoří dva geneticky dobře odlišitelné, alopatricky se vyvíjející klady, které představují minimálně dvě evolučně významné jednotky.

## Popis

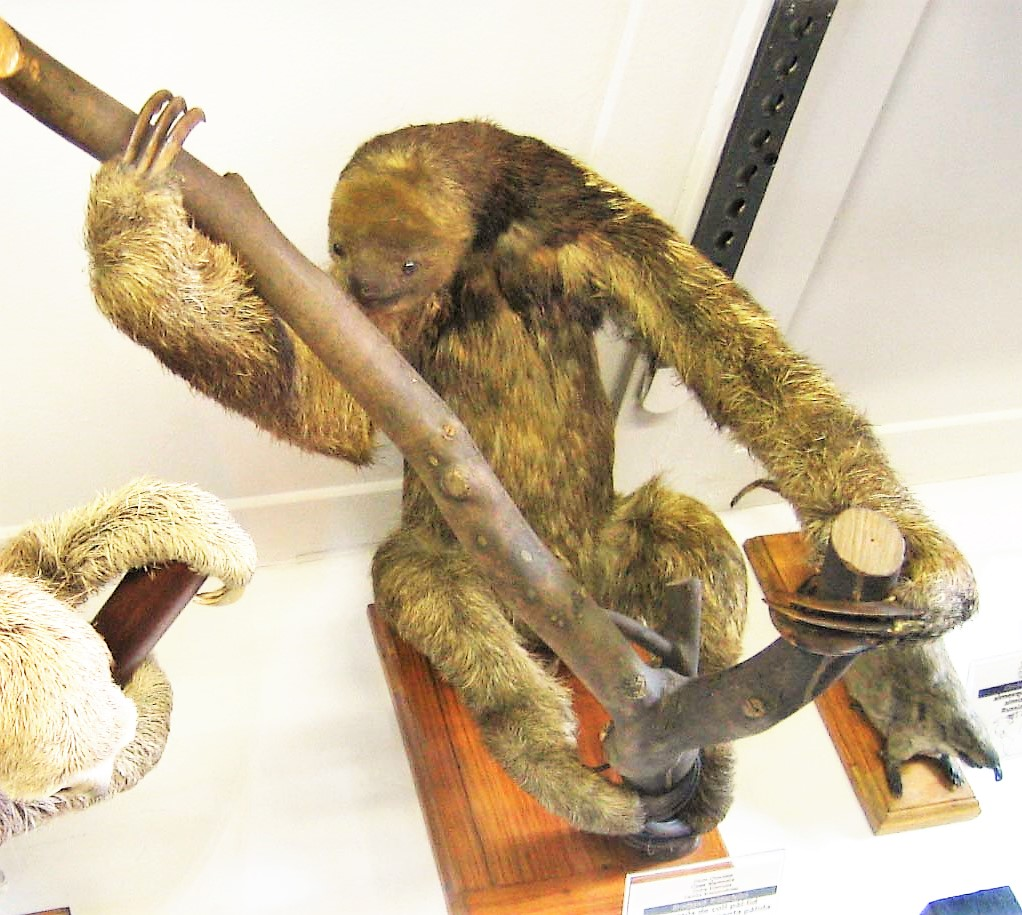
Muzejní vzorek (Museu de Zoologia, Barcelona)

Lenochod černopásý je největším zástupcem čeledi lenochodovití tříprstí. Celková délka těla činí 45–50 cm, krátký robustní ocas dosahuje maximální délky asi 5 cm. Tělesná hmotnost se pohybuje mezi 3,6–4,2 kg, přičemž samice bývají větší a mohutnější než jejich samčí protějšky. V praxi je nicméně spolehlivé určení pohlaví obtížné, velikost jedince navíc závisí i na obývaném stanovišti (např. lenochodi z chladnějších biotopů ve vyšších nadmořských výškách bývají větší než lenochodi z teplejších nížin).
Zbarvení je na celém těle světle hnědé. Okolo krku vyrůstá černá hříva, jež následně splývá i přes ramena. Hříva se objevuje pouze u dospělců, zatímco mláďatům schází. Samci se pyšní hřívou větší a temnější, zatímco u samic může být redukována jen na pár postranních chomáčů. Tento znak se odráží i v odborném jméně lenochoda černopásého – torquatus vychází z latinského pojmenování pro límec.

## Chování a ekologie
Lenochod černopásý je, podobně jako ostatní žijící lenochodi, letargickým stromovým savcem, který většinu dne tráví odpočinkem a krmením. Může být aktivní během dne i během noci, přičemž uražená denní vzdálenost činí pouhých 23 až 28 m. Co se týče velikosti domovského okrsku, v případě dospělých samic činí 0,8 až 4,5 ha, u dospělých samců asi 7,6 ha. Rozloha obývaného území i aktivita však závisí na obývaném stanovišti i ročním období.
Na základě mnohaměsíční terénní studie publikované v roce 1998 vyplynulo, že se lenochodi černopásí živí takřka výhradně listy, přičemž preferují listy stromů nad listy lián a zároveň čerstvé listy nad staršími listy. Studovaná trojice jedinců se krmila na pouhých 16 druzích stromů a 5 druzích lián, přičemž každý jedinec preferoval ještě menší množství druhů.
Co se týče rozmnožování, kopulující lenochodi byli ve volné přírodě pozorováni během září, zatímco největší množství porodů připadá na období mezi únorem a dubnem. Samice však může porodit v průběhu celého roku. Vrh čítá pouze jediné mládě, jež zpočátku tráví čas v matčině srsti. Samice jej kojí asi 2 až 4 měsíce, nicméně první listy mládě ochutnává již asi po 14 dnech od porodu. Samostatným se stává v asi 8 až 11 měsících života. Věk pohlavní dospělosti byl odhadnut na 2 až 3 roky.

## Ohrožení
Mezinárodní svaz ochrany přírody (IUCN) považuje ve svém vyhodnocení stavu ohrožení z roku 2022 lenochoda černopásého za zranitelný druh. Hlavní příčinou ohrožení je ztráta přirozených stanovišť v důsledku zemědělství, pastevectví a výstavby měst, populace se kvůli tomu stávají silně nespojité. Míra odlesňování v regionu atlantického lesa se nicméně zhruba od 90. let 20. století podstatně snížila. Z dalších hrozeb lze jmenovat lov pro maso či tradiční medicínu, rozvoj dopravní infrastruktury pak přispívá k úmrtnosti v důsledku kolizí s motorovými vozidly. Populace lenochodů černopásých mohou být ohroženy i extrémními výkyvy počasí souvisejícími se změnou klimatu. Celková velikost populace zůstává nejistá, IUCN však předpokládá její klesající trend.